# The Sports Network (agence de presse)
Pour la chaîne canadienne de télévision TSN, voir The Sports Network.
The Sports Network est une agence de presse américaine basée à Hatboro en Pennsylvanie et spécialisée dans les informations sportives. Elle est achetée par Stats LLC le 10 février 2015. Elle fournit des actualités sportives, des scores et des statistiques à différents autres médias.
The Sports Network est partenaire de United Press International et compte comme clients Viacom, Yahoo!, USA Today, Clear Channel, Canwest, le Toronto Star, KNBR et The Denver Post, entre autres.